# 成田 (富谷市)
成田（なりた）は、宮城県富谷市にある町名（地図 - Google マップ）。1丁目から9丁目まで存在する。「新富谷ガーデンシティ」の名称で分譲された。

## 概要
|          | 成田 (A) | 全住宅団地 (B) | A/B    |
| -------- | -------- | -------------- | ------ |
| 開発開始 | 1988年   | 1971年         |        |
| 面積     | 255.2 ha | 936.4 ha       | 27.3 % |
| 人口     | 9,602 人 | 48,288 人      | 19.9 % |

富谷市南部の富谷丘陵上に位置し、西側を東北自動車道、富谷ジャンクションを経て北側を仙台北部道路、東側を鳴瀬川水系明石川の谷底平野（宮城県道56号仙台三本木線が通る）、南側を明石川の支流・板坂川の谷底平野に囲まれる。西側の東北道を越えるいちょう大橋、そして、南側の谷底平野上空を越える桜木大橋および新富谷大橋によって隣接する丘陵上の市街地とつながり（谷底平野に下りる道もあり）、東側は谷底平野に下る道によって県道と接続する。北側の仙台北部道路を越える道はない。なお、北東部に明石川の支流・長柴川がつくった谷が入り込んでおり、その上流に「長柴調整池」（北緯38度21分58.1秒 東経140度53分56.7秒 / 北緯38.366139度 東経140.899083度）が設けられている。
都市計画道路・成田環状1号線に囲まれた円形の1丁目が、商業エリア（近隣商業地域）になっている。この円形の1丁目を中心に環状道路と放射状道路が配置され、おおむね同心円状の市街地を形成している。円形の1丁目ではその中心を南北に片側2車線の都市計画道路・七北田西成田線が縦断し、東西に都市計画道路・富ヶ丘明石線が横断するが、前者の下を後者がくぐる「新富谷アンダーパス」（北緯38度21分49.5秒 東経140度53分30.6秒 / 北緯38.363750度 東経140.891833度）によって両者は立体交差している。また、仙台市泉区に接し、国道4号・仙台バイパスおよび東北道・泉IC方面に向かう都市計画道路・成田西部線が貫く南西部および西部にかけての9丁目に、業務エリア（工業地域・準工業地域）が広がる。その他は新興住宅地となっているが、特に南東側が広く、4-7丁目に分割されており、富ヶ丘明石線と成田西部線との間をつなぐ形で都市計画道路・成田環状2号線が同地区ほかを環状に通っている。
市内の大規模住宅団地の総面積のうち1/4以上、同総人口の約2割を占める。市内2位の明石台団地（グランヒル明石台）を大きく引き離し、市内最大の住宅団地となっている。

## 沿革
- 1988年（昭和63年）1月 - 富谷町成田土地区画整理組合が松下興産と鹿島建設に発注し、造成された[7]。
- 1989年（平成元年）
  - 11月 - 東北自動車道の上空を通る「いちょう大橋」（橋長：37.00m、幅員：9.00m、北緯38度21分53.5秒 東経140度52分59.3秒）が開通[8]。都市計画道路・富ヶ丘明石線を通す[5]。
  - 12月4日 - 長柴川[9]上流の「長柴調整池」、および、板坂川[9]上流の「板坂調整池」（北緯38度21分21.4秒 東経140度52分49.7秒 / 北緯38.355944度 東経140.880472度）の計画決定[10]。
- 1993年（平成5年）
  - 3月 - 板坂川[9]の谷底平野の上空を通る新富谷大橋（橋長：179.70m、幅員：14.00m、北緯38度21分17.8秒 東経140度53分40.1秒）が開通[8]。都市計画道路・七北田西成田線を通す[5]。
  - 12月14日 - 成田地区計画（面積254.3ha：1丁目から8丁目までの全部および9丁目の一部）が決定[10][11]。
- 1994年（平成6年）
  - 3月 - 板坂川[9]の谷底平野の上空を通る桜木大橋（橋長：159.70m、幅員：7.00m、北緯38度21分20秒 東経140度53分16.4秒）が開通[8]。都市計画道路・成田西部線を通す[5]。
  - 4月 - 団地内9丁目に宮城県富谷高等学校が開校。
- 1995年（平成7年）5月 - 成田団地の造成完了。
- 1997年（平成9年）4月 - 団地内2丁目に東北自治総合研修センターが開所[12]。
- 1998年（平成10年）4月 - 富谷町立成田東小学校（現・富谷市立）が開校。
- 2005年（平成17年）4月 - 富谷町立成田中学校（現・富谷市立）が開校。
- 2007年（平成19年）4月 - 富谷町立成田小学校（現・富谷市立）が、富谷町立成田東小学校から分離開校[13]。

## 世帯数と人口
2017年（平成29年）4月1日現在の世帯数と人口は以下の通りである。
| 丁目       | 世帯数    | 人口    |
| ---------- | --------- | ------- |
| 成田一丁目 | 234世帯   | 766人   |
| 成田二丁目 | 149世帯   | 503人   |
| 成田三丁目 | 418世帯   | 1,386人 |
| 成田四丁目 | 667世帯   | 1,736人 |
| 成田五丁目 | 411世帯   | 1,308人 |
| 成田六丁目 | 487世帯   | 1,616人 |
| 成田七丁目 | 525世帯   | 1,745人 |
| 成田八丁目 | 154世帯   | 465人   |
| 成田九丁目 | 6世帯     | 12人    |
| 計         | 3,051世帯 | 9,537人 |

## 施設

### 教育
- 宮城県富谷高等学校
- 富谷市立成田東小学校
- 富谷市立成田小学校
- 富谷市立成田中学校
- 成田中央幼稚園
- 成田保育所

### 企業
- フジ・コーポレーション
- カルラ

### その他
- 東北自治総合研修センター
- N-1ドーム
- 富谷市成田公民館
- 富谷市役所成田出張所

## 交通
- 宮城交通 新富谷ガーデンシティ線
  - 外回り
  - 内回り
  - 八乙女系統
  - 吉岡系統
  - 大清水系統

- 富谷市民バス
  - 大亀成田線
  - 南部循環線
  - 西部循環線